# 斯泰利亚诺·菲利普
斯泰利亚诺·菲利普（羅馬尼亞語：Steliano Filip，1994年5月15日—），罗马尼亚男子足球运动员。他曾代表罗马尼亚国家队参加2016年欧洲足球锦标赛，结果队伍止步小组赛阶段。